# 寺田町駅
寺田町駅（てらだちょうえき）は、大阪府大阪市天王寺区大道四丁目にある、西日本旅客鉄道（JR西日本）大阪環状線の駅である。駅番号はJR-O02。駅シンボルフラワーは「カモミール」である。

## 歴史
- 1932年（昭和7年）7月16日：城東線の天王寺駅 - 桃谷駅間に新設開業[2]。
- 1961年（昭和36年）4月25日：城東線の路線名称変更により大阪環状線所属となる。
- 1964年（昭和39年）7月1日：荷物扱い廃止[2]。
- 1987年（昭和62年）4月1日：国鉄分割民営化により西日本旅客鉄道（JR西日本）の駅となる[2]。
- 1997年（平成9年）10月25日：自動改札機を設置し、供用開始[3]。
- 2003年（平成15年）11月1日：ICカード「ICOCA」の利用が可能となる[4]。
- 2006年10月：のりば番号が付けられる[1]。
- 2009年（平成21年）10月4日：大阪環状・大和路線運行管理システム導入。
- 2015年（平成27年）
  - 3月22日：発車メロディを導入。曲は韻シストの「Life Goes On」。
  - 8月28日：駅の改修工事中に壁から手書きの駅名標が発見される。
- 2016年（平成28年）5月29日：手書きの駅名標の復元が完成、除幕式が行われて公開される。
- 2018年（平成30年）3月17日：駅ナンバリングが導入される。
- 2019年（令和元年）9月1日：業務委託化。
- 2024年（令和6年）10月31日：みどりの窓口の営業を終了[5]。

## 駅構造
相対式ホーム2面2線を有する高架駅で、分岐器や絶対信号機がないため、停留所に分類される。改札口は南口と北口の2ヶ所にある。
鶴橋駅が管理しているJR西日本交通サービスによる業務委託駅。アーバンネットワークエリアに入っており、ICOCAが利用できる（相互利用可能ICカードはICOCAの項を参照）。また、JRの特定都区市内制度における「大阪市内」に属する駅である。

### のりば
| のりば | 路線       | 方向   | 行先               |
| ------ | ---------- | ------ | ------------------ |
| 1      | 大阪環状線 | 内回り | 京橋・大阪方面     |
| 2      | 大阪環状線 | 外回り | 天王寺・弁天町方面 |

長らくのりば番号が設定されていなかったが、2006年10月中にのりば番号が付与された。

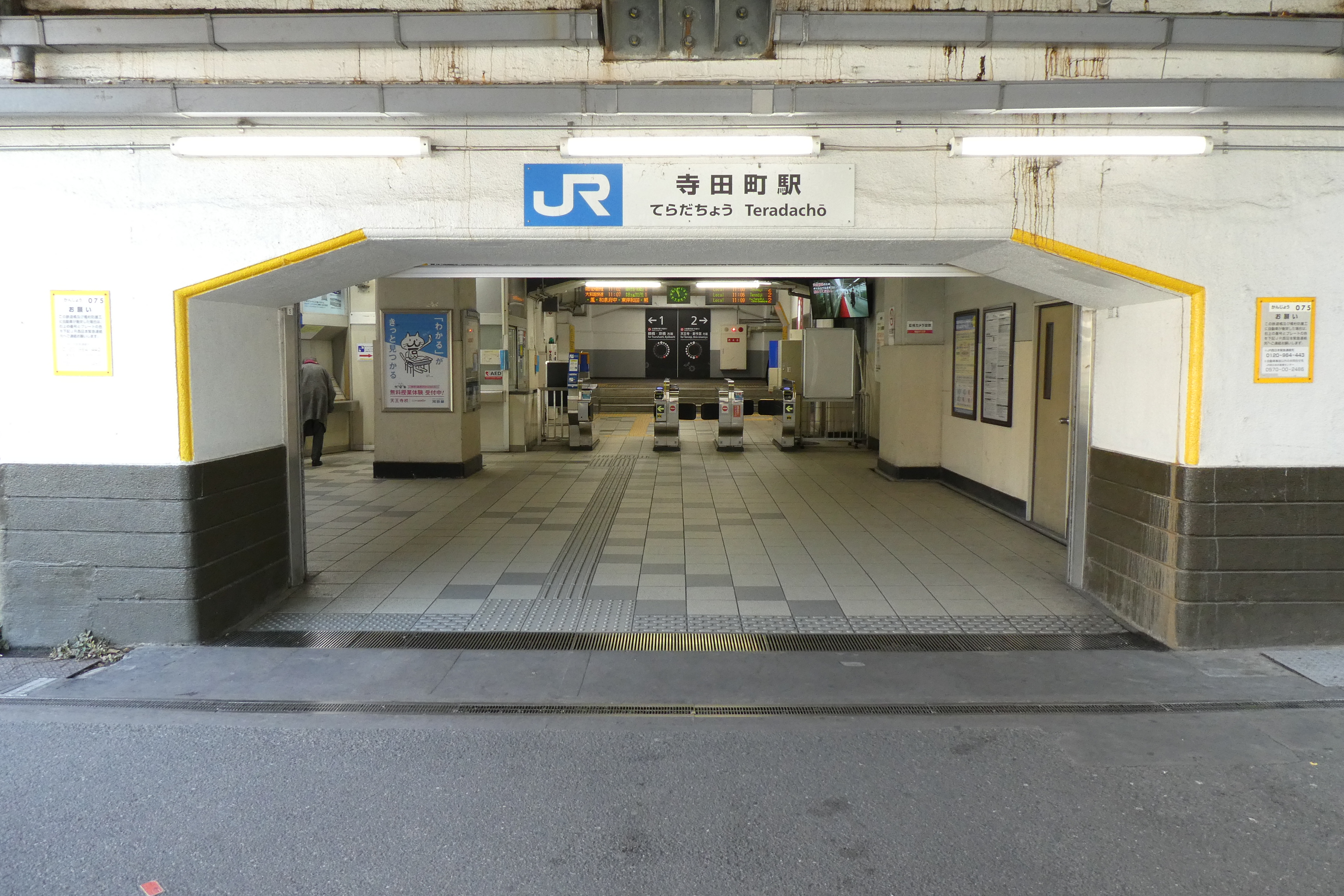
南口（2020年1月）
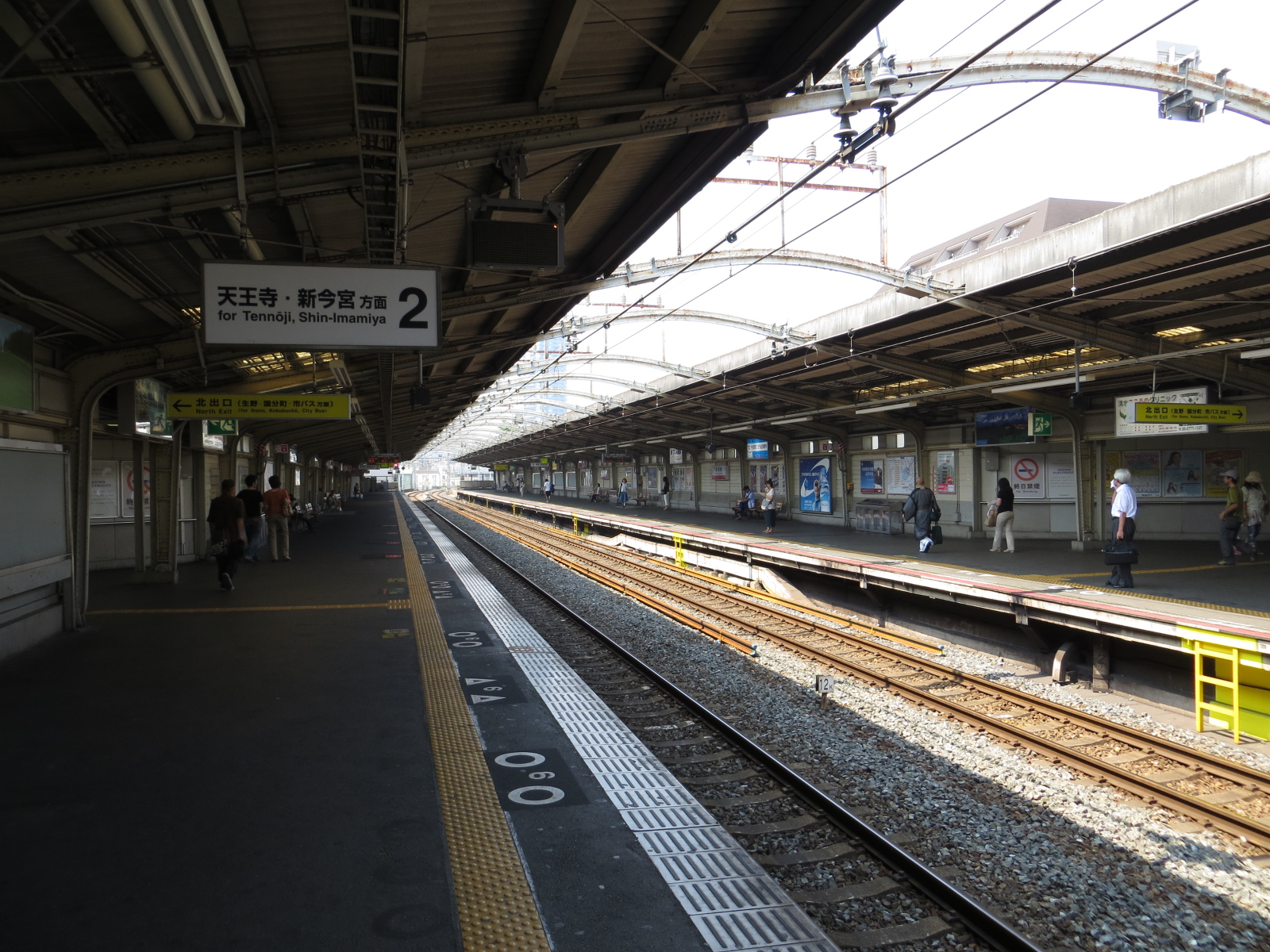
ホーム（2013年8月）

### 大阪環状線改造プロジェクト

#### 発車メロディ
「大阪環状線改造プロジェクト」の一環として、2015年3月22日から大阪を拠点に活動するヒップホップグループ・韻シストが同プロジェクトのために書き下ろした大阪環状線のイメージソング「Life Goes On」が発車メロディとして使用されている。

#### 古い駅名標の発見と保存
2015年8月28日、同プロジェクトにおける駅改修工事（塗装工事）のため外回りホームの広告看板を取り外したところ、壁に直接手書きされた縦84cm・横118cmの古い駅名標が見つかった。貴重な鉄道遺産であることから、欠損部分の復元工事を行った上で、2016年5月29日より現地にて保存公開されている。JR西日本の発表では、字体や右横書きの痕跡などから駅名標は戦前に設置された物とされた。以下の理由などにより、1945年以前に右横書きで同位置の壁に直接書かれており、戦後に現在の形に書き替えられたと指摘されている。
- 運輸省が駅名標の左横書き化を1945年10月に決定したこと。
- 歴史的仮名遣（町＝ちやう）ではなく1946年11月公布の現代仮名づかい（ちよう）であること。
- GHQが1945年9月に使用を指令したヘボン式ローマ字による表記であること。1938年〜終戦当時の規程では訓令式ローマ字が正式であるため、TERADATYOとなる。
- 「大阪市天王寺區」と書かれているが、駅名標に所在地表示が復活したのは1942年更新・設置分から[注 1]。開業当時はこの地は天王寺区ではなかった。

開業当時および1936年の当駅の写真に写る駅名標は、壁に直接書いた物ではなく、記載内容も異なっており、書き替えの詳細な時期は分かっていない。ちなみに「ちょう」と小書きせず「ちよう」表記だが、1970年代でも拗音、促音に大文字しか使わない駅名標は各地で見られた。現在は取り外されている。

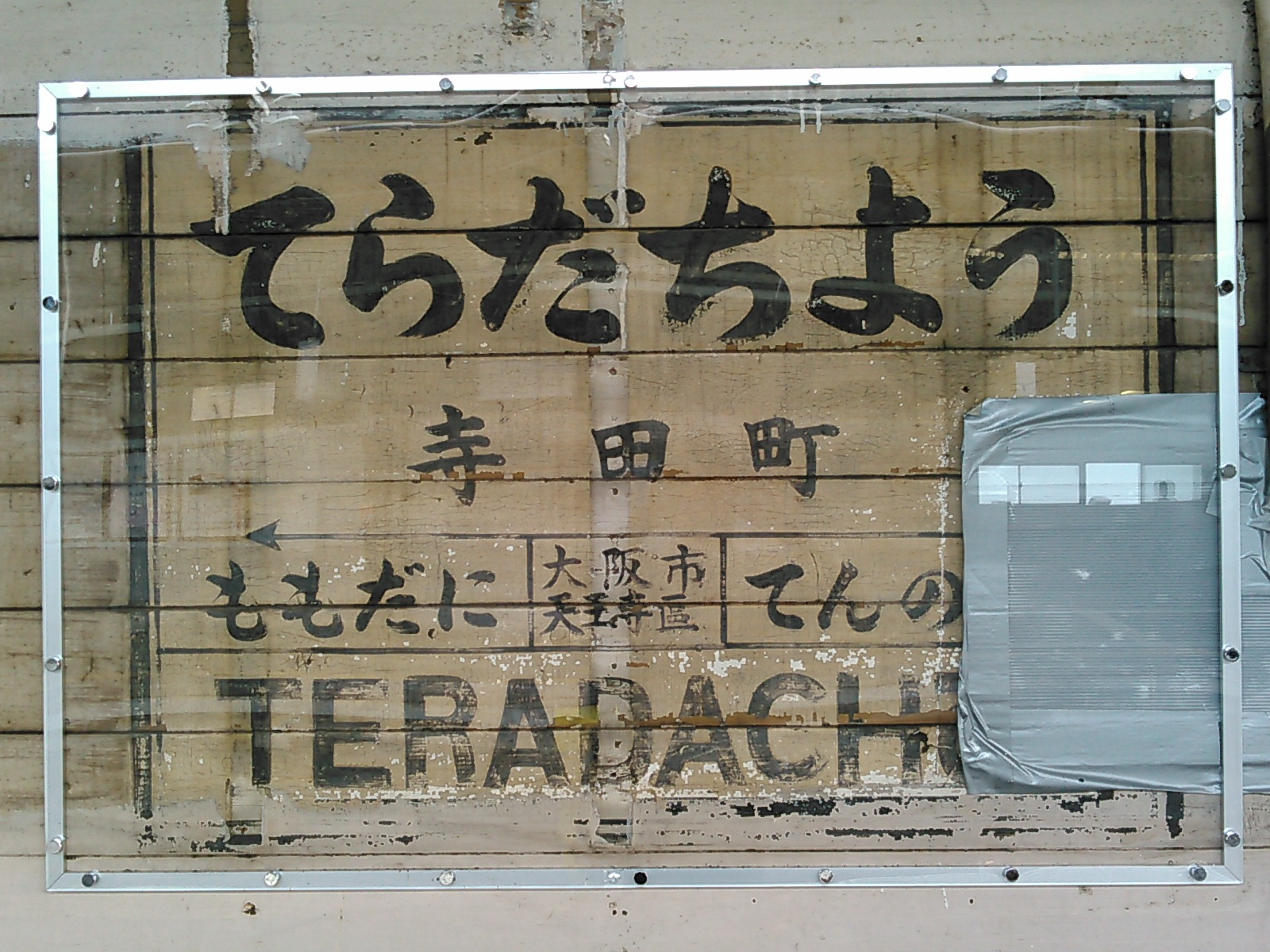
外回りホームの壁面から発見された古い駅名標（復元前）
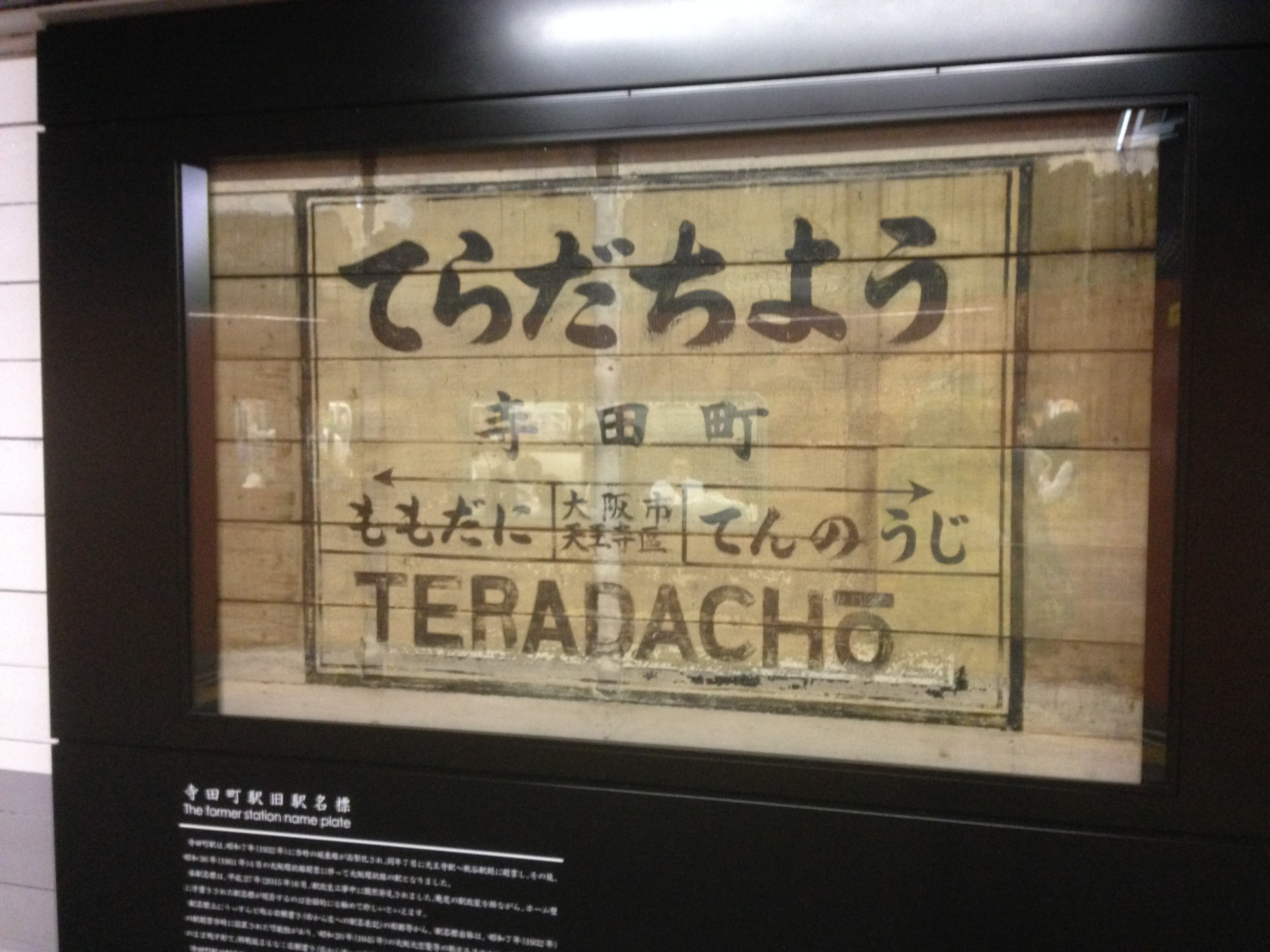
同駅名標は復元後に公開保存されている（2016年7月撮影）

## 利用状況
2023年（令和5年）度の1日平均乗車人員は16,282人である。
近年の1日平均乗車人員の推移は以下の通りである。
| 年度               | 1日平均 乗車人員 | 増減率 | 定期利用状況 | 定期利用状況 | 出典          |
| 年度               | 1日平均 乗車人員 | 増減率 | 1日平均      | 定期率       | 出典          |
| ------------------ | ---------------- | ------ | ------------ | ------------ | ------------- |
| 1988年（昭和63年） | 25,021           |        | 15,872       | 63.4%        | [ 大阪府 1 ]  |
| 1989年（平成元年） | 24,308           | -2.8%  | 15,250       | 62.7%        | [ 大阪府 1 ]  |
| 1990年（平成02年） | 24,204           | -0.4%  | 15,091       | 62.3%        | [ 大阪府 2 ]  |
| 1991年（平成03年） | 24,655           | 1.9%   | 15,238       | 61.8%        | [ 大阪府 3 ]  |
| 1992年（平成04年） | 24,123           | -2.2%  | 14,898       | 61.8%        | [ 大阪府 4 ]  |
| 1993年（平成05年） | 22,876           | -5.2%  | 13,787       | 60.3%        | [ 大阪府 5 ]  |
| 1994年（平成06年） | 22,233           | -2.8%  | 13,311       | 59.9%        | [ 大阪府 6 ]  |
| 1995年（平成07年） | 22,301           | 0.3%   | 13,185       | 59.1%        | [ 大阪府 7 ]  |
| 1996年（平成08年） | 22,068           | -1.0%  | 12,949       | 58.7%        | [ 大阪府 8 ]  |
| 1997年（平成09年） | 20,885           | -5.4%  | 12,266       | 58.7%        | [ 大阪府 9 ]  |
| 1998年（平成10年） | 19,941           | -4.5%  | 11,672       | 58.5%        | [ 大阪府 10 ] |
| 1999年（平成11年） | 19,048           | -4.5%  | 11,122       | 58.4%        | [ 大阪府 11 ] |
| 2000年（平成12年） | 18,472           | -3.0%  | 10,846       | 58.7%        | [ 大阪府 12 ] |
| 2001年（平成13年） | 17,949           | -2.8%  | 10,482       | 58.4%        | [ 大阪府 13 ] |
| 2002年（平成14年） | 17,281           | -3.7%  | 10,109       | 58.5%        | [ 大阪府 14 ] |
| 2003年（平成15年） | 17,115           | -1.0%  | 10,034       | 58.6%        | [ 大阪府 15 ] |
| 2004年（平成16年） | 16,859           | -1.5%  | 10,054       | 59.6%        | [ 大阪府 16 ] |
| 2005年（平成17年） | 16,772           | -0.5%  | 10,014       | 59.7%        | [ 大阪府 17 ] |
| 2006年（平成18年） | 16,670           | -0.6%  | 9,931        | 59.6%        | [ 大阪府 18 ] |
| 2007年（平成19年） | 16,529           | -0.8%  | 9,921        | 60.0%        | [ 大阪府 19 ] |
| 2008年（平成20年） | 15,952           | -3.5%  | 9,860        | 61.8%        | [ 大阪府 20 ] |
| 2009年（平成21年） | 15,400           | -3.5%  | 9,660        | 62.7%        | [ 大阪府 21 ] |
| 2010年（平成22年） | 15,540           | 0.9%   | 9,723        | 62.6%        | [ 大阪府 22 ] |
| 2011年（平成23年） | 15,665           | 0.8%   | 9,851        | 62.9%        | [ 大阪府 23 ] |
| 2012年（平成24年） | 15,952           | 1.8%   | 10,044       | 63.0%        | [ 大阪府 24 ] |
| 2013年（平成25年） | 16,512           | 3.5%   | 10,521       | 63.7%        | [ 大阪府 25 ] |
| 2014年（平成26年） | 16,362           | -0.9%  | 10,506       | 64.2%        | [ 大阪府 26 ] |
| 2015年（平成27年） | 16,579           | 1.3%   | 10,591       | 63.9%        | [ 大阪府 27 ] |
| 2016年（平成28年） | 16,731           | 0,9%   | 10,687       | 63.9%        | [ 大阪府 28 ] |
| 2017年（平成29年） | 17,201           | 2.8%   | 11,007       | 64.0%        | [ 大阪府 29 ] |
| 2018年（平成30年） | 17,265           | 0.4%   | 11,076       | 64.2%        | [ 大阪府 30 ] |
| 2019年（令和元年） | 17,318           | 0.3%   | 11,118       | 64.2%        | [ 大阪府 31 ] |
| 2020年（令和02年） | 14,168           | -18.2% | 9,665        | 68.2%        | [ 大阪府 32 ] |
| 2021年（令和03年） | 14,789           | 4.4%   | 9,972        | 67.4%        | [ 大阪府 33 ] |
| 2022年（令和04年） | 15,681           | 6.0%   | 10,251       | 65.4%        | [ 大阪府 34 ] |
| 2023年（令和05年） | 16,282           | 3.8%   | 10,481       | 64.4%        | [ 大阪府 35 ] |

## 駅周辺
駅の表口となる北口は交通量の多い国道25号に面し、裏口となる南口周辺は小規模な住宅や商店が建ち並ぶ閑静な街並みである。違法駐輪が多く、新聞のキャンペーンなども組まれていたが、近年改善されてきている。

### 学校
- 大阪教育大学附属高等学校天王寺校舎
- 大阪教育大学附属天王寺中学校
- 大阪府立生野工業高等学校
- 興國高等学校
- 大阪偕星学園高等学校
- あべの翔学高等学校
- 大阪教育福祉専門学校
- 大阪市立義務教育学校生野未来学園
- 大阪市立聖和小学校

### 社寺
- 河堀稲生神社
- 久保神社
- 生野八坂神社
- 大阪関帝廟
- 摂津国分寺跡

### 商業施設
- 寺田町駅南商店街（旧黄金地商店街）
- 生野本通商店街
- ライフ寺田町駅前店
- デイリーカナートイズミヤ 国分町店

### 銀行
- 三井住友銀行 寺田町支店・生野支店（旧河内銀行→住友銀行）  - ※2019年2月18日より、生野支店が移転し共同店舗となった。

### 企業
- 愛眼 本社

### その他
- 源ヶ橋温泉
- 前進社関西支社

## バス路線
「寺田町駅前」停留所にて、大阪シティバスの路線が発着する。
- 13号系統：北巽バスターミナル/あべの橋
- 30号系統：平野区役所前/あべの橋

## 隣の駅
西日本旅客鉄道（JR西日本）
 大阪環状線
■大和路快速・■区間快速・■関空快速・■紀州路快速・■快速・■直通快速・■普通
天王寺駅 (JR-O01) - 寺田町駅 (JR-O02) - 桃谷駅 (JR-O03)

### 記事本文